# Multnomah megyei Főiskola
A Multnomah megyei Főiskola egykori magánintézmény az Amerikai Egyesült Államok Oregon államának Portland városában. A kétéves képzéseket kínáló iskola a YMCA részeként nyílt meg. 1969-ben a Portlandi Egyetembe olvadt.

## Története
A Harry William Stone vezette portlandi YMCA 1897-ben esti kurzusokat kínált. A nappali képzés elindításával az iskola a helyigény miatt új helyre költözött. 1912-től villanyszerelői, később pedig könyvelői és autószerelői tanfolyamok is indultak, a mérnöki tanszék pedig 1919-ben nyílt meg. 1920-tól az intézmény okleveleket bocsáthatott ki, ekkor felvette az Oregoni Technológiai Intézet nevet.
Az iskola 1937-ben vette fel a Multnomah megyei Főiskola nevet, 1945-ben pedig a különálló szervezeti egységeket egy intézménybe vonták össze. Az igazgatótanács 1946-ban alakult meg. 1969-ben a Portlandi Egyetembe olvadásról döntöttek.

## Oktatás
1969-ben az intézménynek 750 nappali munkarendű hallgatója és ötven oktatója volt. A campus öt épületből állt. A mérnöki képzés sikere miatt az iskolát Multnomah megyei Mérnöki Intézetre nevezték volna át; ez Paul E. Waldschmidt, a Portlandi Egyetem rektora szerint „az igazgatótanácsok és erőforrások, nem az oktatói és hallgatói közösség” összevonása. A Portlandi Egyetem rektorhelyettese John S. Griffith, a Multnomah korábbi vezetője lett. Szerinte a főiskola küldetését az „állami méretű közösségifőiskola-hálózattal” teljesítették.
A YMCA épületét 1977-ben bontották le.

## Fordítás
- Ez a szócikk részben vagy egészben  a   Multnomah College című angol Wikipédia-szócikk ezen változatának fordításán alapul.  Az eredeti cikk szerkesztőit annak laptörténete sorolja fel. Ez a jelzés csupán a megfogalmazás eredetét és a szerzői jogokat jelzi, nem szolgál a cikkben szereplő információk forrásmegjelöléseként.